# ヤスマニ・コペロ
ヤスマニ・コペロ・エスコバル（Yasmani Copello Escobar、1987年4月15日 ‐ ）は、キューバ出身でトルコ国籍の陸上競技選手。専門はハードル競走の400mハードル。自己ベストは47秒81のトルコ記録保持者。2016年リオデジャネイロオリンピックの銅メダリスト、2017年ロンドン世界選手権の銀メダリストである。

## 経歴
キューバ人時代には世界大会こそ出場できなかったが、中米カリブ選手権などの国際大会に出場しメダルを獲得した。
2012年4月25日からトルコに住み、2013年10月21日にトルコの市民権を取得。2014年4月30日からトルコ代表として競技することが可能となった。
2015年8月、北京世界選手権男子400mハードルではこの種目でトルコ勢初の出場を果たすと、予選で48秒89、準決勝で48秒46と大会前の自己ベスト（49秒39）を大幅に短縮して決勝に進出。決勝は48秒96の6位でメダルを逃した。
2016年7月、アムステルダム・ヨーロッパ選手権男子400mハードル準決勝を48秒42のトルコ新記録（当時）で通過。決勝ではタイムを落としたものの決勝唯一の48秒台（48秒98）をマークし、スペインのセルヒオ・フェルナンデス（49秒06）、ディフェンディングチャンピオンであるスイスのカリム・フセイン（49秒10）らを抑えて金メダルを獲得した。これはヨーロッパ選手権の男子短距離種目（ハードルも含む）でトルコが獲得した初の金メダルとなった。
2016年8月、リオデジャネイロオリンピック男子400mハードルではこの種目でトルコ勢初の準決勝進出を果たすと、準決勝も通過して2年連続で世界大会の決勝に進出した。迎えた決勝では1ヶ月前にマークした自己ベストおよびトルコ記録（48秒42）を大幅に更新する47秒92のトルコ新記録を樹立し、カーロン・クレメント（47秒73）、ボニフェス・ツムティ（47秒78）に次いで銅メダルを獲得した。これはオリンピックの男子トラック種目でトルコが獲得した初のメダルとなった。
2017年8月、ロンドン世界選手権男子400mハードルには今季世界ランク5位、出場選手中では4位となる48秒24の記録を持って臨むと、予選と準決勝を順当に突破して3年連続で世界大会の決勝に進出した。決勝ではカールステン・ワーホルムに0秒14及ばず、48秒49の2位で惜しくも優勝は逃したが、2年連続で世界大会のメダルを獲得した。また、これは世界選手権の男子トラック種目でトルコが獲得した初のメダルとなった。

## 自己ベスト
記録欄の（　）内の数字は風速（m/s）で、+は追い風、-は向かい風を意味する。
| 種目         | 記録          | 年月日        | 場所   | 備考       |
| 屋外         | 屋外          | 屋外          | 屋外   | 屋外       |
| ------------ | ------------- | ------------- | ------ | ---------- |
| 400m         | 46秒77        | 2009年2月13日 | ハバナ |            |
| 110mハードル | 14秒35 (+1.9) | 2008年7月5日  | カリ   |            |
| 400mハードル | 47秒81        | 2021年8月3日  | 東京   | トルコ記録 |

## 主要大会成績
- 備考欄の記録は当時のもの

| 年       | 大会                      | 場所             | 種目     | 結果     | 記録            | 備考                     |
| キューバ | キューバ                  | キューバ         | キューバ | キューバ | キューバ        | キューバ                 |
| -------- | ------------------------- | ---------------- | -------- | -------- | --------------- | ------------------------ |
| 2007     | アルバ競技大会 (en)       | カラカス         | 400mH    | 2位      | 49秒99          |                          |
| 2007     | アルバ競技大会 (en)       | カラカス         | 4x400mR  | 優勝     | 3分06秒84 (3走) |                          |
| 2008     | イベロアメリカ選手権 (en) | イキケ           | 4x400mR  | 優勝     | 3分03秒22 (3走) |                          |
| 2008     | 中米カリブ選手権 (en)     | カリ             | 110mH    | 予選     | 14秒35 (+1.9)   | 自己ベスト               |
| 2008     | 中米カリブ選手権 (en)     | カリ             | 400mH    | 2位      | 50秒08          |                          |
| 2009     | アルバ競技大会 (en)       | ハバナ           | 400mH    | 2位      | 50秒13          |                          |
| 2009     | アルバ競技大会 (en)       | ハバナ           | 4x400mR  | 優勝     | 3分08秒17 (4走) |                          |
| 2009     | 中米カリブ選手権 (en)     | ハバナ           | 400mH    | 5位      | 50秒09          |                          |
| トルコ   |                           |                  |          |          |                 |                          |
| 2014     | バルカン選手権 (en)       | バカウ           | 400mH    | 2位      | 50秒62          |                          |
| 2014     | バルカン選手権 (en)       | バカウ           | 4x400mR  | 優勝     | 3分07秒41 (1走) |                          |
| 2015     | バルカン選手権            | ピテシュティ     | 400mH    | 優勝     | 50秒19          |                          |
| 2015     | バルカン選手権            | ピテシュティ     | 4x400mR  | 優勝     | 3分06秒55 (3走) |                          |
| 2015     | 世界選手権                | 北京             | 400mH    | 6位      | 48秒96          | 準決勝48秒46：トルコ記録 |
| 2016     | バルカン選手権            | ピテシュティ     | 4x400mR  | 優勝     | 3分04秒21 (2走) |                          |
| 2016     | ヨーロッパ選手権          | アムステルダム   | 400mH    | 優勝     | 48秒98          | 準決勝48秒42：トルコ記録 |
| 2016     | ヨーロッパ選手権          | アムステルダム   | 4x400mR  | 予選     | 3分04秒65 (2走) |                          |
| 2016     | オリンピック              | リオデジャネイロ | 400mH    | 3位      | 47秒92          | トルコ記録               |
| 2017     | 世界選手権                | ロンドン         | 400mH    | 2位      | 48秒49          |                          |

### ダイヤモンドリーグ
優勝したダイヤモンドリーグの大会を記載（個人種目のみ）
| 年   | 大会               | 場所   | 種目  | 記録   | 備考 |
| ---- | ------------------ | ------ | ----- | ------ | ---- |
| 2016 | ビスレットゲームズ | オスロ | 400mH | 48秒79 |      |